# Завада (гміна Кломніце)
Завада (пол. Zawada) — село в Польщі, у гміні Кломниці Ченстоховського повіту Сілезького воєводства.
Населення — 893 особи (2011).
У 1975-1998 роках село належало до Ченстоховського воєводства.

## Демографія
Демографічна структура станом на 31 березня 2011 року:
|          | Загалом | Допрацездатний вік | Працездатний вік | Постпрацездатний вік |
| -------- | ------- | ------------------ | ---------------- | -------------------- |
| Чоловіки | 435     | 96                 | 291              | 48                   |
| Жінки    | 458     | 79                 | 260              | 119                  |
| Разом    | 893     | 175                | 551              | 167                  |